# 駿台学園中学校・高等学校
駿台学園中学校・高等学校（すんだいがくえんちゅうがっこう・こうとうがっこう）は、東京都北区王子六丁目にある私立中学校・高等学校。
高等学校には全日制と定時制があり、全日制では、付属の中学校との中高一貫教育を実践している。
運営は学校法人駿台学園。なお「駿台」と名がつくものの、本学園は駿台グループ（駿台予備学校（学校法人駿河台学園）、駿台甲府小学校・中学校・高等学校（学校法人駿台甲府学園）、駿河台大学（学校法人駿河台大学）など）とは一切無関係である。

## 概要
中学校は完全週6日制、3学期制・50分授業で、特選クラス・総合クラスを設置している。
iPadを所有し、ICT活用の教育を実践している。

高校は内部進学生とは1年次から混合クラスとなる。

特選コース・進学コース・スペシャリストコースの3コース制で、スペシャリストコースは、芸術・文化・スポーツの各分野に優れた才能を持った人を対象に、その才能を磨きながら大学進学をめざすコースとなっている。多くの指定校推薦枠を持っているが、限られた人のみが使う。

高校の2年次秋に出発する修学旅行では、沖縄またはヨーロッパのどちらへ行くか選ぶことが出来る。

校技をバレーボールと定めており、毎年校内で全校生徒対象のバレーボール大会を開催している。なお、高校の男子バレーボール部は強豪校としても有名で、春高バレーでの優勝歴もある。

## 沿革
- 1932年 - 東京神田駿河台に旧制商業学校として「駿臺商業学校」を創立
- 1946年 - 駿臺高等学校に校名を変更
- 1947年 - 学制改革により駿臺中学校を創立
- 1958年 - 駿台学園中学校・高等学校に校名変更
- 1963年 - 東京都北区王子の現在地に移転し、新校舎を建設
- 2003年 - 中学校の共学化
- 2012年 - 1号館新校舎竣工、2号館教室リニューアル工事完了

## 駿台学園中学校
普通科
- 特選クラス
- 総合クラス

## 駿台学園高等学校
全日制・普通科
- 特選コース
- 進学コース
- スペシャリストコース

## クラブ活動
中学・高校とも男子バレーボール部が特に強豪で、全国大会優勝の経験がある。

高校男子バレーボール部は2017年の第69回春の高校バレーで初優勝した。2020年の第72回大会で2度目の決勝進出を果たしたが、準優勝に終わった。翌年の第73回大会でも準優勝に終わったが、そこから2年後の第75回大会にて2017年以来の優勝を果たし、更に第76回大会と第77回大会で三連覇を(二年連続、一度もセットを取られず完全優勝)達成した。硬式野球部、サッカー部、男子バレーボール部、女子バレーボール部、ボクシング部は指定強化部として活動している。

### 中学男子バレーボール部
- 全日本中学校バレーボール選手権大会15回出場 優勝7回、準優勝4回

### 高校男子バレーボール部
- 全日本バレーボール高等学校選手権大会（春の高校バレー）10年連続12回出場 優勝4回、準優勝1回、3位1回
- 全国高等学校総合体育大会バレーボール競技大会（インターハイ） 優勝3回、準優勝1回。2023年インターハイは一つもセットを落とさずに優勝した。
- 国民体育大会バレーボール競技（国スポ） 優勝3回

### 中学軟式野球部
中学校の軟式野球部で、全国大会の常連校である。
- 全国中学校軟式野球大会　3回出場　優勝(2022)
- 全日本少年軟式野球大会　ベスト8(2021)
- 文部科学大臣杯全日本少年春季軟式野球大会　回出場 ベスト8(2023)

### 運動部
- サッカー部
- バレーボール部
- ボクシング部
- 硬式野球部
- 卓球部
- フットサル部
- 軟式野球部(中学)
- チアリーディング同好会

### 文化部
- お笑い研究会
- 吹奏楽部
- 音楽部
- 演劇部
- 天文部
- 軽音楽部
- 写真部

## 著名な教職員
- 瀬尾 兼秀（理事長・校長）
- 海川 博文（中学男子バレーボール部監督）
- 布施 亮平（天文部顧問）
- 梅本 沙矢香（チアリーディング同好会顧問）

## 定時制
定時制課程は駿台学園の創立と同時に始まり、都内私立で唯一の夜間定時制となっている。
- 三年間で卒業可能。
- 不登校生徒や中途退学者も受け入れている。
- 年3回、学期（年）末ごとに全日制への転籍試験を実施している。
- 部活動 
  - サッカー部 　
  - バスケットボール部
  - ボクシング部
  - 音楽部
  - 柔道部
  - 硬式野球部
  - 軟式野球部
  - 陸上競技部

## 著名な出身者

### 政治家
- 佐々木喜章（茨城県利根町長）
- 大仁田厚（元参議院議員・プロレスラー）※定時制課程卒、3年次より編入

### 軍人
- 山田渉（陸上自衛官、アマチュアボクサー）※日本代表：ソウル五輪 ※元自衛隊体育学校監督

### 警察
- 杉田大祐（警視庁警察官）

### スポーツ
- 牧野悟（サッカー選手）
- 菅原祥太（プロ野球選手）
- 清水昇（プロ野球選手：東京ヤクルトスワローズ）※中学のみ
- 米谷真一（社会人野球選手・元子役）

#### バレーボール
- 関舞（バレーボール選手）
- 今村優香（バレーボール選手）
- 関田誠大 （バレーボール選手：サントリーサンバーズ大阪）※中学のみ
- 村山豪（バレーボール選手：東京グレートベアーズ）
- 伊賀亮平（バレーボール選手：仁川大韓航空ジャンボス）
- 坂下純也（バレーボール選手：広島サンダーズ）
- 藤原奨太（バレーボール選手：VC長野トライデンツ）
- 高橋和幸（バレーボール選手：ジェイテクトSTINGS愛知）
- 川口柊人（バレーボール選手：ジェイテクトSTINGS愛知）
- 伊藤吏玖（バレーボール選手：東京グレートベアーズ）
- 染野輝（バレーボール選手：サントリーサンバーズ大阪）
- 加地春花（バレーボール選手：クインシーズ刈谷）
- 川野琢磨（バレーボール選手：早稲田大学・東京グレートベアーズ）

#### ボクシング
- 梶原龍児（プロボクサー・キックボクサー・歌手）
- 浅尾雄太（プロボクシング・マネージャー）
- 山田茂（アマチュアボクサー・元駿台学園監督・教員）※山田渉の実弟
- 齊田竜也（アマチュアボクサー）
- 岡田博喜（プロボクサー）
- 井上岳志（プロボクサー）
- 高山涼深（プロボクサー）
- 福井勝也（プロボクサー）
- 渡邊海（プロボクサー）

### その他
- 郷田真隆（将棋棋士）
- 伊勢直弘（演出家・脚本家・俳優・城西国際大学メディア学部講師）
- 横山智佐（声優）
- 榎本葉月（劇団青年劇場）
- 榎本聡（航空旅行評論家・オリエントコーポレーション）
- 小沢仁志（俳優・映画監督・プロデューサー）
- 杉咲和彌（制作・声優・占い師）
- 増田英明（プロテニスコーチ・イベント企画会社社長）